# Oxidación de Fleming-Tamao
La oxidación de Fleming-Tamao es una reacción orgánica que consiste en la oxidación de alquilsilanos en alcoholes en presencia de peróxidos. Los grupos de investigación de Fleming y Tamao desarrollaron procedimientos para esta reacción de forma independiente. Es útil desde el punto de vista práctico, ya que permite obtener alcoholes reactivos a partir de silanos más resistentes a muchas reacciones antes de la remoción estereoespecífica. Las reacciones de ambos grupos de investigación son a menudo agrupadas, ya que comparten mecanismos similares y realizan la misma transformación, no hay diferencias significativas entre ambas opciones y con frecuencia se ha decidido por probar simultáneamente con ambos. Un ejemplo de esto se muestra en una síntesis de dos ciclitoles diferentes, cada uno con una síntesis empleando alguno de los dos métodos. La reacción Fleming ha sido revisado recientemente.
La oxidación de Fleming ha sido recientemente revisada
Un desarrollo reciente ha extendido esta metodología a los sistemas de aromáticos, lo que permite que fenoles sustituidos sean sintetizados de una manera facilitada a través de la oxidación del arilsilano. Una característica notable de esta reacción es el uso de cantidades catalíticas de una fuente de fluoruro para lograr la oxidación deseada.